# Merenskyita
La merenskyita és un mineral de la classe dels sulfurs, que pertany al grup de la melonita. Rep el nom en honor de Hans Merensky (1871-1952), geòleg, prospector, científic, conservacionista i filantrop sud-africà.

## Característiques
La merenskyita és un sulfur de fórmula química (Pd,Pt)(Te,Bi)₂. Cristal·litza en el sistema trigonal. La seva duresa a l'escala de Mohs es troba entre 2 i 3.
Segons la classificació de Nickel-Strunz, la merenskyita pertany a «02.EA: Sulfurs metàl·lics, M:S = 1:2, amb Cu, Ag, Au» juntament amb els següents minerals: silvanita, calaverita, kostovita, krennerita, berndtita, kitkaïta, melonita, moncheïta, shuangfengita, sudovikovita, verbeekita, drysdal·lita, jordisita, molibdenita i tungstenita.

## Formació i jaciments
Va ser descoberta a l'escull Merensky, al districte de Bojanala Platinum (Província del Nord-oest, Sud-àfrica). Tot i tractar-se d'una espècie no gaire habitual ha estat descrita en tots els continents del planeta, inclosa l'Antàrtida.